# Zhoujia Tanglangquan
Il Zhoujia Tanglangquan (周家螳螂拳, pugilato della mantide religiosa della famiglia Zhou, in Cantonese jau ga tohng lohng kyuhn) è uno stile di arti marziali cinesi, classificabile come Nanquan e come Xiangxingquan. È anche conosciuto come Nan Tanglangquan (南螳螂拳, Tanglangquan del sud) e come Zhoujiajiao 周家教. Questo stile ha notevoli somiglianze con il Baihequan del Fujian.

## Le origini
La leggenda vuole che, circa 200 anni fa, Zhou Yanan (周亞南, Chow Ah Naam in cantonese), originario di Zhoujiacun (周家村) in Guangdong, che studiava Shaolinquan del Sud con l'abate del Tempio Shaolin del Fujian, Chan Yi 禪隱, osservò il combattimento di una mantide religiosa con un passero e quindi creò lo Zhoujia Tanglangquan.

## Lo sviluppo
Zhou Yanan trasmise lo stile nel proprio villaggio a Huang Fugao (黃福高, Wong Fook Go ) che a sua volta lo insegnò, nel finire dell'epoca della dinastia Qing, a Liu Rui (劉瑞) che inizialmente si chiamava Liu Shui (劉水, Lau Soei).
Liu Rui fondò una scuola privata di arti marziali in Hong Kong.

## I Taolu
Queste sono alcune forme del Zhoujia Tanglangquan: Sanbujian (三步箭, Sarm Bo Jin); Sanjian yao qiao (三箭搖橋); Sanjian pi qiao (三箭批橋); San gong po qiao (三弓迫橋); Yinyangshou (陰陽手); Foshou (佛手); Shiba an jin shou (十八暗勁手); Sanbu lie qiao (三步擸橋); Chan si shou (纏絲手); Po shan quan (迫山拳); Simen jing jin (四門驚勁); Da e Xiao Lianhuan (大小連環); Qibu lianhuan kouda (七步連環扣打); Lianhuan shuang tu shou (連環雙吐手); You long shou (游龍手, Yau Loong Sau); Na long shou (拿龍手); Mopan shou (磨盤手); Tanglang tu wu shou (螳螂吐霧手); Shiba bu chan shou (十八捕蟬手).